# Lauter (Lauter-Bernsbach)
Lauter è una frazione della città di Lauter-Bernsbach nella Sassonia, in Germania. Fino al 31 dicembre 2012 ha costituito un comune autonomo con il nome ufficiale di Lauter/Sa.; la città di Lauter-Bernsbach è stata costituita il 1º gennaio 2013 dalla fusione di Lauter e di Bernsbach.
Appartiene al circondario (Landkreis) di Erzgebirgskreis (targa ERZ).